# Магучіх Ярослава Олексіївна
Яросла́ва Олексі́ївна Магу́чіх (нар. 19 вересня 2001, Дніпро) — українська легкоатлетка, що спеціалізується на стрибках у висоту. Олімпійська чемпіонка 2024 року і бронзова призерка Олімпіади 2020. Триразова переможниця Діамантової ліги (2022, 2023, 2024). Чемпіонка юнацьких Олімпійських ігор 2018 року, триразова чемпіонка Європи з легкої атлетики в приміщенні (2021, 2023, 2025), чемпіонка Європи серед юніорів, чемпіонка світу та Європи серед юнаків, рекордсменка світу (210 см, 2024) та рекордсменка світу серед юніорів (група до 20 років), чемпіонка світу (2023) та дворазова чемпіонка Європи (2022, 2024). Перша українська спортсменка, яка вигравала юнацькі і дорослі Олімпійські ігри. Заслужений майстер спорту України (2020).

## Раннє життя
Народилася 19 вересня 2001 року в Дніпрі. Батьки віддали Ярославу в секцію карате, де тренувалася старша сестра Анастасія, котра є срібною призеркою чемпіонату Європи з карате та володаркою коричневого поясу. Однак Ярославі карате не припало до душі, їй сподобалася легка атлетика. Одночасно серйозно пробувала малювати в стилі абстракції, навіть брала участь у конкурсах приблизно до 2015—2016 років. Потім вона остаточно вирішила сконцентруватися на легкій атлетиці — біг з бар'єрами, стрибки у довжину та висоту.

## Кар'єра

### 2018
У липні на чемпіонаті Європи з легкої атлетики серед юнаків в угорському Дьєрі Ярослава перемогла на змаганнях у стрибках у висоту серед жінок з результатом 1,86 м. Після цього Ярослава з третьої спроби взяла висоту 1,94 м, це стало рекордом юнацьких чемпіонатів Європи. Світовий рекорд серед юнаків у цій дисципліні на той час становив 1,96 м.

### 2019
3 травня 2019 року Ярослава Магучіх перемогла в стрибках у висоту на першому етапі Діамантової ліги сезону в місті Доха в Катарі з особистим рекордом 1,96 м, і стала наймолодшою переможницею в історії змагань Діамантової ліги.

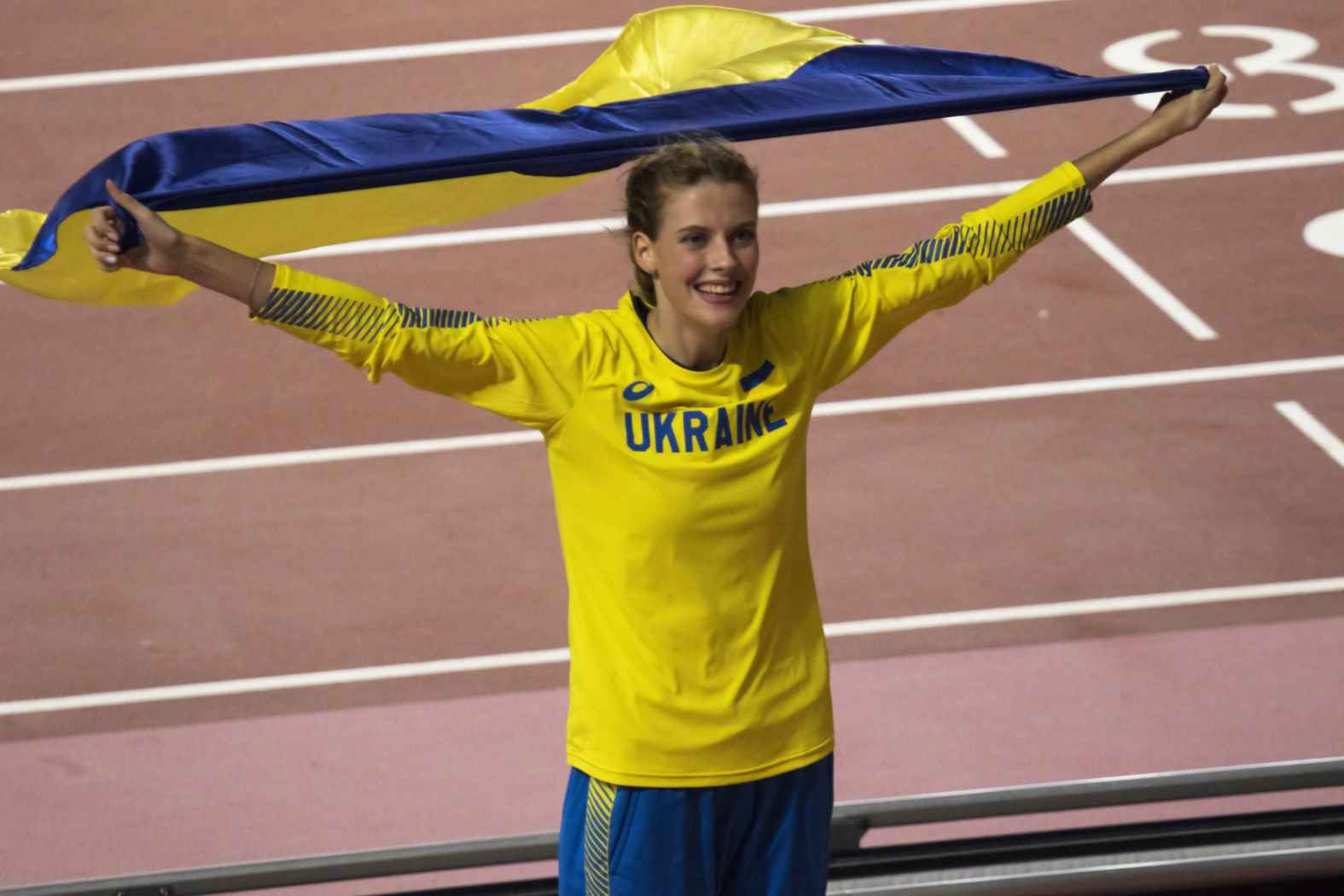
Ярослава Магучих на чемпіонаті світу з легкої атлетики 2019 у Досі

На етапі Діамантової ліги в Юджині спортсменка зі зростом 1,81 м стрибнула на 2,00 м, ставши наймолодшою спортсменкою в історії, яка підкорила таку висоту. Цей результат приніс Магучіх третє місце.
На чемпіонаті світу 2019 року здобула «срібло» в протистоянні з росіянкою Марією Ласіцкене, встановивши новий світовий рекорд серед юніорок (2,04 м).

### 2020
18 січня на змаганнях «Меморіал Олексія Дем'янюка» у Львові встановила новий світовий рекорд серед юніорів у приміщенні — 2,01 м, перевершивши попереднє досягнення (1,99 м), яке належало їй та Вашті Каннінгем. Показаний результат також став повторенням «дорослого» рекорду України в приміщенні, встановленого у 2008-му Вітою Паламар.
31 січня на змаганнях «Indoor Meeting — Karlsruhe» в Карлсруе на 1 см (до 2,02 м) покращила власний світовий рекорд серед юніорів у приміщенні та, одночасно, «дорослий» національний рекорд у приміщенні в цій дисципліні.
За підсумками змагань Світового туру в приміщенні стала першою в загальному заліку серед стрибунок у висоту.
14 серпня на етапі Діамантової ліги в Монако, який став першим міжнародним турніром після карантинної паузи через коронавірус, з результатом 1,98 м здобула перемогу, випередивши за кількістю спроб Юлію Левченко. На «Меморіалі Ірени Шевінської» в Бидгощі, Польща, з результатом 1,97 м посіла друге місце, поступившись Юлії Левченко.

### 2021
9 січня на XXVI Всеукраїнських змаганнях з легкої атлетики в приміщенні «Різдвяні старти» повторила власний національний рекорд серед жінок у приміщенні, стрибнувши на 2,02 м.

2 лютого перемогла на турнірі Banskobystricka latka у словацькій Банській Бистриці з результатом 2,06 м, який став новим світовим рекордом в приміщенні серед юніорів та новим абсолютним (як на аренах просто неба, так і в приміщенні) рекордом України. 6 лютого Європейська легкоатлетична асоціація визнала Ярославу Магучіх найкращою легкоатлеткою Європи в січні 2021 року.

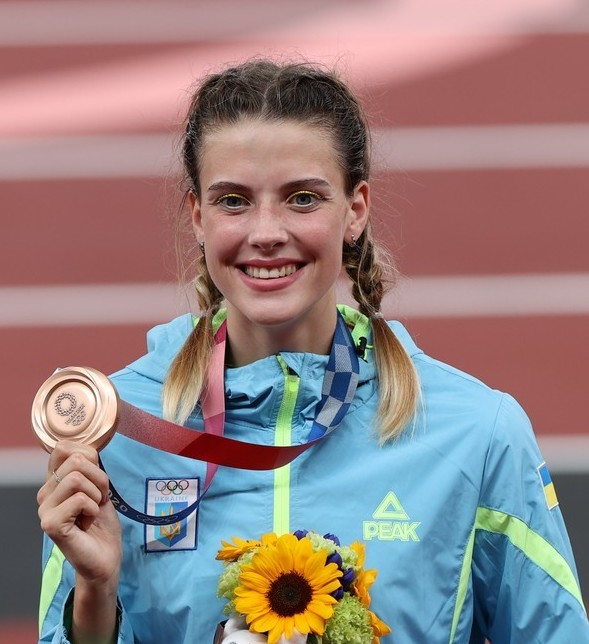
Магучіх із бронзовою медаллю Олімпійських ігор 2020 року в Токіо

4 липня виграла етап Діамантової ліги у Стокгольмі з найкращим результатом сезону 2,03 м. 10 липня — перемогла у змаганнях зі стрибків у висоту на чемпіонаті Європи з легкої атлетики серед молоді (до 23 років) у Таллінні. Результат Ярослави (2,00 м) став рекордом турніру.
7 серпня 2021 року у фіналі Олімпійських ігор в Токіо Ярослава Магучіх із результатом 2,00 м виборола бронзову медаль. Після змагань Ярослава обійнялася й сфотографувалася з переможницею Марією Ласіцкене. Спільне фото викликало обурення в українському суспільстві через те, що Магучіх тоді була молодшим сержантом Збройних сил України, а Ласіцкене — капітаном Збройних сил РФ. Пізніше, після повномасштабного вторгнення Росії в Україну, Магучіх жалкувала про спільне фото з росіянкою.

### 2022
У березні перемогла на чемпіонаті світу зі стрибків у висоту в приміщенні, що проходив у Белграді (Сербія), з результатом 2,02 м. Згодом чемпіонаті світу в Орегоні (США) посіла друге місце (2,02), поступившись Елеанор Паттерсон лише за кількістю спроб.
21 серпня 2022 року в Мюнхені на Мультиспортивному чемпіонаті Європи-2022 Ярослава Магучіх з результатом 1,95 м стала чемпіонкою Європи зі стрибків у висоту. У вересні завоювала ще одну перемогу в легкоатлетичному сезоні, цього разу на етапі Діамантової ліги в Брюсселі з результатом 2,05 м. Це стало найкращим результатом сезону у світі та повтором рекорду України.

### 2023
14 лютого Магучіх стала переможницею турніру серії World Athletics Indoor Series Silver Tour у Банській Бистриці (Словаччина). Легкоатлетка підкорила позначку в 1,97 м. Магучіх також пробувала взяти висоту 2,04 м, проте її найкращим результатом того сезону залишилися 2,02 м.
Відомо, що Магучіх виграла свій шостий поспіль старт у 2023 році.
Наприкінці серпня 2023 року Магучіх вперше в кар'єрі стала чемпіонкою світу зі стрибків у висоту — в Будапешті українка здобула «золото» з результатом 2,01 м. У вересні того ж року Ярослава виграла золоту медаль у фіналі Діамантової ліги з найкращим світовим показником 2,03 м.

### 2024

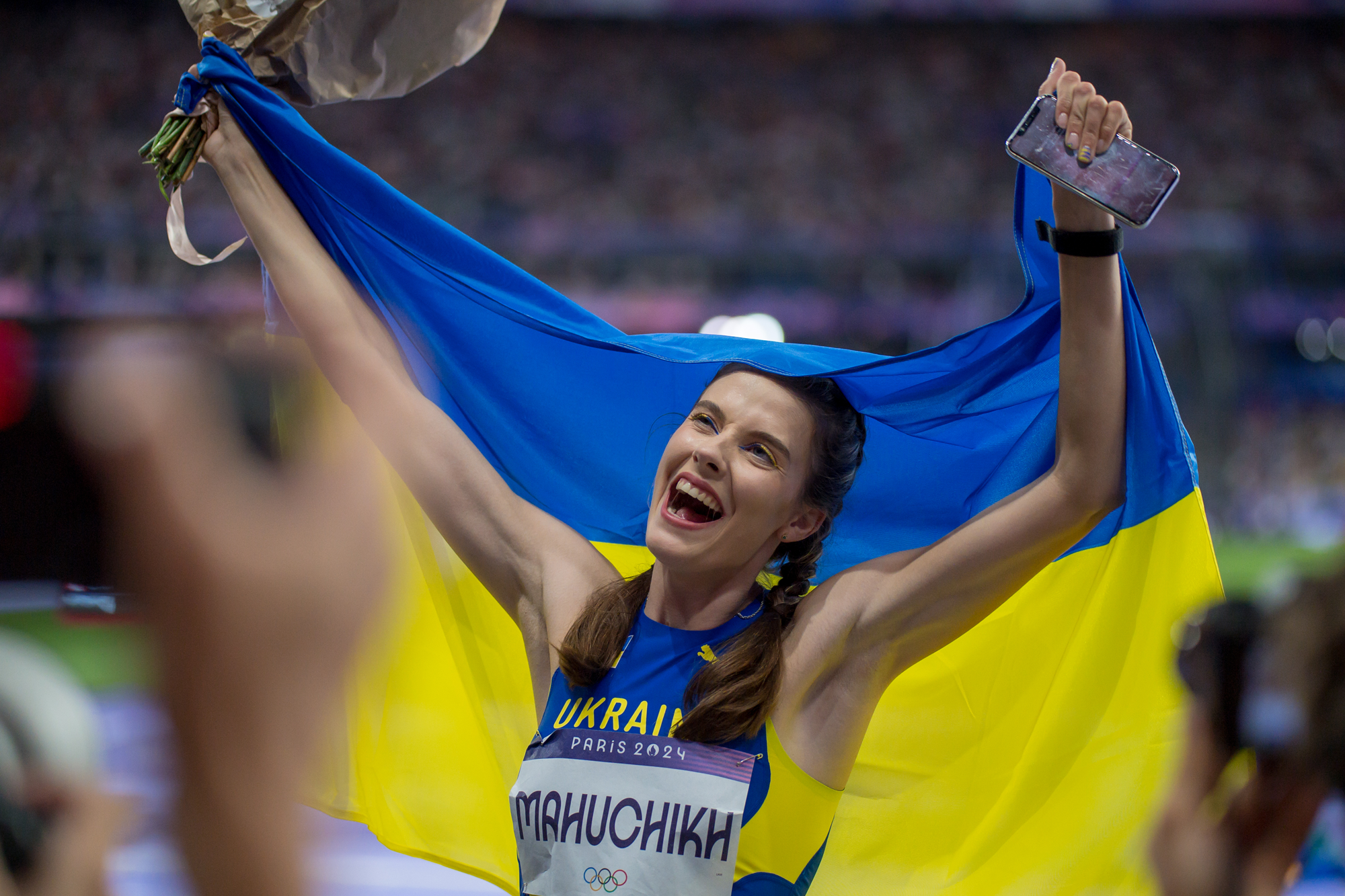
Після здобуття золотої медалі на літніх Олімпійських іграх 2024

У червні на чемпіонаті Європи у Римі Магучіх захистила чемпіонський статус, який вона вперше здобула 2022 року, а вже 7 липня встановила світовий рекорд у стрибках у висоту — на Діамантовій лізі в Парижі (Франція) українка взяла висоту 2,10 м, побивши рекорд Стефки Костадінової, який тримався з 1987 року.
2 серпня 2024 року в Парижі відбулася кваліфікація до фіналу Літніх Олімпійських ігор 2024 — Ярослава Магучіх кваліфікувалася з першого місця на одному рівні з Ніколою Оліслагерс. 4 серпня пройшов фінал зі стрибків у висоту, на якому Магучіх стала олімпійською чемпіонкою з перевагою у меншій кількості спроб у здоланій висоті 2,00 м.

### 2025
9 березня Ярослава Магучіх здобула золоту медаль чемпіонату Європи-2025 з легкої атлетики у приміщенні, який відбувався в нідерландському Апелдорні. У фіналі 23-річна українка з першої спроби взяла висоту 1,97 метра. Висоту 1,99 метра вона з першої спроби не подолала, але зробила це з другої.
3 травня здобула перемогу на другому етапі сезону Діамантової ліги в китайському Шанхаї. 23-річна уродженка Дніпра виграла змагання з результатом 2,00 метра, взявши цю висоту з першої спроби.

## Виступи на основних міжнародних змаганнях
| Рік  | Чемпіонат                                    | Місце проведення        | Місце | Результат       |
| ---- | -------------------------------------------- | ----------------------- | ----- | --------------- |
| 2017 | Чемпіонат світу серед юнаків                 | Найробі, Кенія          | 1     | 1,92 м CR       |
| 2017 | Європейський юнацький олімпійський фестиваль | Дьєр, Угорщина          | 1     | 1,89 м          |
| 2018 | Чемпіонат Європи серед юнаків                | Дьєр, Угорщина          | 1     | 1,94 м CR       |
| 2018 | Юнацькі Олімпійські ігри                     | Буенос-Айрес, Аргентина | 1     | 1,92 м + 1,95 м |
| 2019 | Чемпіонат Європи серед юніорів               | Бурос, Швеція           | 1     | 1,92 м          |
| 2019 | Чемпіонат світу                              | Доха, Катар             | 2     | 2,04 м WJR      |
| 2021 | Чемпіонат Європи в приміщенні                | Торунь                  | 1     | 2,00 м          |
| 2021 | Чемпіонат Європи серед молоді                | Таллінн, Естонія        | 1     | 2,00 м CR       |
| 2021 | Олімпійські ігри                             | Токіо, Японія           | 3     | 2,00 м          |
| 2022 | Чемпіонат світу в приміщенні                 | Белград, Сербія         | 1     | 2,02 м WL       |
| 2022 | Чемпіонат світу                              | Юджин, США              | 2     | 2,02 м          |
| 2022 | Чемпіонат Європи                             | Мюнхен, Німеччина       | 1     | 1,95 м          |
| 2023 | Чемпіонат Європи в приміщенні                | Стамбул, Туреччина      | 1     | 1,98 м          |
| 2023 | Європейські ігри                             | Краків (Хожув), Польща  | 1     | 1,97 м          |
| 2023 | Чемпіонат світу                              | Будапешт, Угорщина      | 1     | 2,01 м          |
| 2024 | Чемпіонат світу в приміщенні                 | Глазго, Велика Британія | 2     | 1,97 м          |
| 2024 | Чемпіонат Європи                             | Рим, Італія             | 1     | 2,01 м          |
| 2024 | Олімпійські ігри                             | Париж, Франція          | 1     | 2,00 м          |
| 2025 | Чемпіонат Європи в приміщенні                | Апелдорн, Нідерланди    | 1     | 1,99 м          |
| 2025 | Чемпіонат світу в приміщенні                 | Нанкін, КНР             | 3     | 1,95 м          |

## Виступи на етапах Діамантової ліги
| Сезон | Змагання                                                | Місце проведення        | Місце | Результат | Примітки | Відео |
| ----- | ------------------------------------------------------- | ----------------------- | ----- | --------- | -------- | ----- |
| 2018  | Golden Gala — Pietro Mennea                             | Рим, Італія             | 12    | 1,84 м    |          |       |
| 2019  | Doha Diamond League                                     | Доха, Катар             | 1     | 1,96 м    | SB       |       |
| 2019  | BAUHAUS-galan                                           | Стокгольм, Швеція       | 4     | 1,83 м    |          |       |
| 2019  | Bislett Games                                           | Осло, Норвегія          | 9     | 1,85 м    |          |       |
| 2019  | Prefontaine Classic                                     | Стенфорд, США           | 3     | 2,00 м    | SB       |       |
| 2019  | BAllianz Memorial Van Damme                             | Брюссель, Бельгія       | 6     | 1,89 м    |          |       |
| 2020  | Herculis                                                | Фонв'єй, Монако         | 1     | 1,98 м    | SB       |       |
| 2020  | BAUHAUS-galan                                           | Стокгольм, Швеція       | 1     | 2,00 м    | SB       |       |
| 2020  | Golden Gala — Pietro Mennea                             | Рим, Італія             | 2     | 1,95 м    |          |       |
| 2021  | BAUHAUS-galan                                           | Стокгольм, Швеція       | 1     | 2,03 м    | WL       |       |
| 2021  | Athletissima                                            | Лозанна, Швейцарія      | 2     | 1,98 м    |          |       |
| 2021  | Meeting de Paris                                        | Париж, Франція          | 5     | 1,95 м    |          |       |
| 2021  | BAllianz Memorial Van Damme                             | Брюссель, Бельгія       | 1     | 2,02 м    |          |       |
| 2021  | Weltklasse                                              | Цюрих, Швейцарія        | 2     | 2,03 м    |          |       |
| 2022  | Prefontaine Classic                                     | Юджин, США              | 1     | 2,00 м    | WL       |       |
| 2022  | Meeting International Mohammed VI d'Athletisme de Rabat | Рабат, Марокко          | 1     | 1,96 м    |          |       |
| 2022  | Meeting Areva                                           | Париж, Франція          | 1     | 2,01 м    | WL       |       |
| 2022  | BAUHAUS-galan                                           | Стокгольм, Швеція       | 5     | 1,89 м    |          |       |
| 2022  | Kamila Skolimowska Memorial                             | Хожув, Польща           | 2     | 1,92 м    |          |       |
| 2022  | BAllianz Memorial Van Damme                             | Брюссель, Бельгія       | 1     | 2,05 м    | PB WL    |       |
| 2022  | Weltklasse                                              | Цюрих, Швейцарія        | 1     | 2,03 м    |          |       |
| 2023  | Meeting International Mohammed VI d'Athletisme de Rabat | Рабат, Марокко          | 1     | 2,01 м    | WL       |       |
| 2023  | Athletissima                                            | Лозанна, Швейцарія      | 3     | 1,97 м    |          |       |
| 2023  | Herculis                                                | Фонв'єй, Монако         | 3     | 1,96 м    |          |       |
| 2023  | Wanda Diamond League Xiamen                             | Сямень, Китай           | 1     | 2,02 м    | MR, WL   |       |
| 2023  | BAllianz Memorial Van Damme                             | Брюссель, Бельгія       | 1     | 2,00 м    |          |       |
| 2023  | Prefontaine Classic                                     | Юджин, США              | 1     | 2,03 м    |          |       |
| 2024  | BAUHAUS-galan                                           | Стокгольм, Швеція       | 1     | 2,00 м    |          |       |
| 2024  | Meeting de Paris                                        | Париж, Франція          | 1     | 2,10 м    | WR       |       |
| 2024  | Athletissima                                            | Лозанна, Швейцарія      | 1     | 1,99 м    |          |       |
| 2024  | Weltklasse                                              | Цюрих, Швейцарія        | 1     | 1,96 м    |          |       |
| 2024  | Memorial van Damme                                      | Брюссель, Бельгія       | 1     | 1,97 м    |          |       |
| 2025  | Wanda Diamond League Xiamen                             | Сямень, Китай           | 1     | 1,97 м    |          |       |
| 2025  | Yangtze Delta Athletics Diamond Gala                    | Шаосін, Китай           | 1     | 2,00 м    |          |       |
| 2025  | BAUHAUS-galan                                           | Стокгольм, Швеція       | 2     | 1,99 м    |          |       |
| 2025  | Meeting de Paris                                        | Париж, Франція          | 2     | 1,97 м    |          |       |
| 2025  | London Athletics Meet                                   | Лондон, Велика Британія | 4     | 1,93 м    |          |       |

 Чемпіонка Діамантової ліги
1. ↑  У сезоні 2020 року замість повноцінних етапів Ліги, проводились виставкові змагання.

## Найкращі результати в сезоні
| Сезон | На стадіоні | В приміщенні    |
| ----- | ----------- | --------------- |
| 2016  | 1,80 м      | 1,75 м          |
| 2017  | 1,92 м      | 1,84 м          |
| 2018  | 1,95 м      | 1,90 м          |
| 2019  | 2,04 м WJR  | 1,99 м          |
| 2020  | 2,00 м      | 2,02 м          |
| 2021  | 2,03 м      | 2,06 м WJR, NIR |
| 2022  | 2,05 м      | 2,02 м          |
| 2023  | 2,03 м      | 2,02 м          |
| 2024  | 2,10 м WR   | 2,04 м          |

|  | На цьому місці має відображатися графік чи діаграма, однак з технічних причин його відображення наразі вимкнено. Будь ласка, не видаляйте код, який викликає це повідомлення. Розробники вже працюють для того, щоби відновити штатне функціонування цього графіка або діаграми. |

## Нагороди і відзнаки

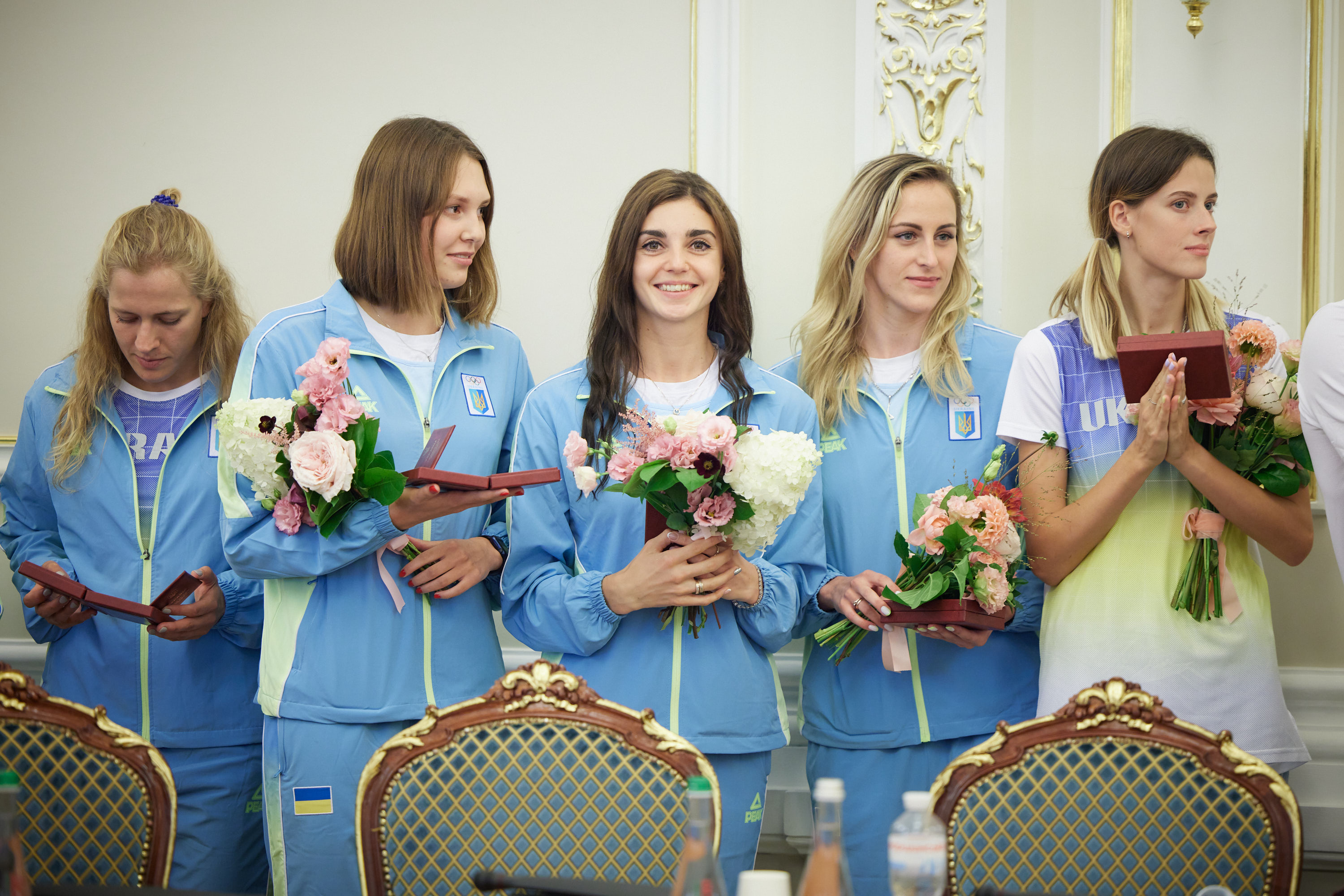
Призерки Олімпійських ігор у Токіо: Алла Черкасова, Марта Фєдіна, Катерина Резнік, Анастасія Савчук і Ярослава Магучіх на зустрічі з Президентом Зеленським 17 серпня 2021

- Лауреатка нагороди «Зірка, яка сходить» Світової легкої атлетики (2019)[47].
- Лауреатка нагороди «Зірка, яка сходить» Європейської легкоатлетичної асоціації (2019)[48].
- Лауреатка нагороди «Зірка, яка сходить» Асоціації Балканських легкоатлетичних федерацій (2019)[49].
- Лауреатка нагороди «Найкраща легкоатлетка року» та «Зірка, яка сходить» Федерації легкої атлетики України (2019)[50].
- Лауреатка нагороди «Найкраща легкоатлетка року» Федерації легкої атлетики України (2021)[51].
- Орден княгині Ольги I ст. (23 серпня 2024 року) — За досягнення високих спортивних результатів на XXXIII літніх Олімпійських іграх у місті Парижі (Французька Республіка), виявлені самовідданість та волю до перемоги, утвердження міжнародного авторитету України[52].
- Орден княгині Ольги II ст. (7 вересня 2023 року) — За досягнення високих спортивних результатів на III Європейських іграх у м. Кракові (Республіка Польща), виявлені самовідданість та волю до перемоги, піднесення міжнародного авторитету України[53].
- Орден княгині Ольги III ст. (16 серпня 2021 року) — За досягнення високих спортивних результатів на XXXII літніх Олімпійських іграх в місті Токіо (Японія), виявлені самовідданість та волю до перемоги, утвердження міжнародного авторитету України[54].
- European Athletics Awards[en] (26 жовтня 2024) — найкраща легкоатлетка 2024 року у Європі[55][56]
- World Athletics (1 грудня 2024) — найкраща легкоатлеткою світу 2024 року[57][58]
- «Людина року-2024» у номінації «Спортсмен року» (Україна, 2025)[59][60]
- У серпні 2025 року мала планета № 57915 отримала назву Магучіх (Mahuchikh) на честь Ярослави Магучіх.[61]

## Особисте життя
Ярослава Магучіх заручена з українським бар'єристом Назаром Степановим.